# De steppewolven
De steppewolven is het zesde album uit de stripreeks Jugurtha van de Belgische tekenaar Franz Drappier en schrijver Jean-Luc Vernal. Het album werd in 1980 voor het eerst in het Nederlandse taalgebied uitgebracht. In 1981 en 1982 werd het album herdrukt.

## Verhaal

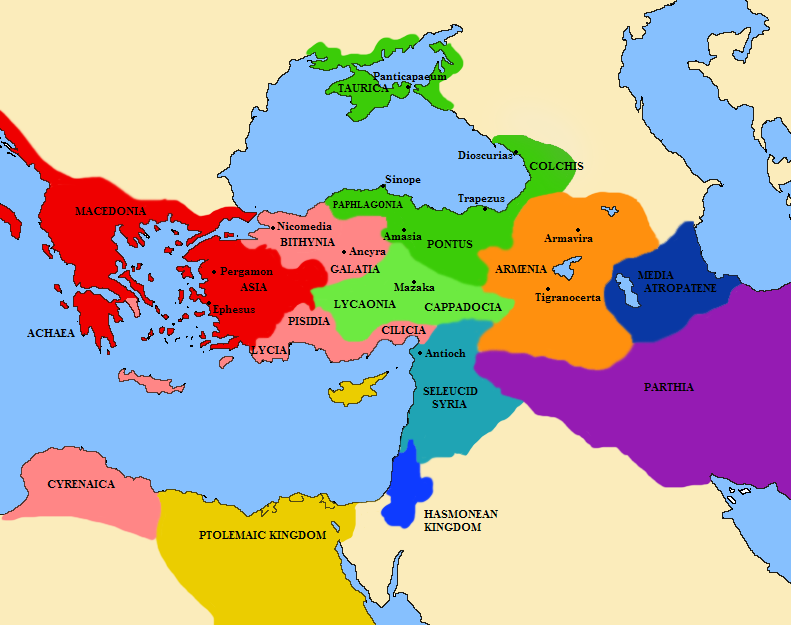
Klein-Azië in 89 v.Chr. aan de vooravond van de oorlog.

Jugurtha wordt tot aanvoerder van Mithridates leger gebombardeerd en raakt betrokken bij diens oorlog tegen de Skythen. Zijn zoektocht naar Vania brengt hem uiteindelijk naar de steppe van Centraal Azië waar de nomadevolkeren als de Sarmaten en Skythen leven.
Na de verwoesting van Rome probeert Jugurtha met Vania zijn eiland in de Atlantische oceaan te bereiken. Ze worden echter door piraten gevangen genomen en in Sinope de hoofdstad van Mithridates koninkrijk verkocht als slaven. Jugurtha en Vania worden naar Armenia vervoerd. Tijdens een aanval op de slavenkaravaan, door Skythen, weten ze te ontsnappen. Jugurtha raakt gescheiden van Vania en soldaten van Mithridates brengen hem terug naar Sinope. Mithridates denkt met Jugurtha als aanvoerder van zijn leger onoverwinnelijk te zijn. Onder druk gezet door Mithridates stemt Jugurtha toe diens aanvoerder te worden en trekt op tegen de Skythen. Het leger van Jugurtha verovert Neopolis, de hoofdstad van de Skythen, maar zodra zich een kans voordoet laat hij leger in de steek en gaat op zoek naar Vania.
Vania bevindt zich bij de verslagen Skythen die Neopolis ontvlucht hebben. In een heldere droom ziet
Jugurtha waar Vania naar toe gaat en achtervolgd hij de gevluchte Skythen die op weg zijn naar het Oosten. Ondertussen krijgt hij het te stellen met Mongoolse nomaden.